# Leemore Marrett Jr.
Leemore Marrett Jr. (* 1. Januar 1996 in London) ist ein britischer Schauspieler, Regisseur und Filmproduzent.
Ausgebildet wurde Marrett Jr. an der  Royal Central School of Speech and Drama.

## Karriere

### Film
The Academy Part 2:First Impressions war 2009 der erste Film, in dem der Brite mitspielte. Weitere Rollen gab es für ihn 2011 in Stolen sowie ein Jahr später in My Brother the Devil und The Academy:Special. In der Miniserie 24: Live another day und in Doctors war der gebürtige Londoner in jeweils zwei Folgen aktiv. 2015 trat er zum ersten Mal in Gerichtsmediziner Dr. Leo Dalton auf. In den folgenden Jahren war er noch drei Mal in dieser britischen Fernsehserie zu sehen. 2017 war er Marcus Antoine in einer Episode von Call the Midwife – Ruf des Lebens und Jacob in Berlin Station. Ein Jahr später spielte er den Paul im Drama Postcards from London und SAS Second im Thriller Final Score. Darüber hinaus war er als Kyle in der Filmreihe Humans und in zwei Folgen von Holby City als Alex Duval auf dem Bildschirm.
Größere Bekanntheit in Deutschland erreichte Leemore Marrett Jr. durch seine Präsenz in der britisch-französischen Fernsehserie Death in Paradise. Als Gastronom Patrice Campbell war er in den ersten sechs Episoden der achten Staffel auf der fiktiven Karibikinsel Saint Marie im Einsatz. 2021 stellte er Sam in der Reihe I am dar. Außerdem war er zum ersten Mal im Kurzfilm Newlands selbst ein Executive Producer und ein Regisseur. Im folgenden Jahr arbeitete er als muskulöser Cop in Gotham City in The Batman und war Castro in My name is Leon. In der Sandman Comicserie spielte er in Episode sechs der ersten Staffel den Touristen Husband Sam. Einige Synchronisationen vervollständigten sein kreatives Schaffen.

### Theater
Leemore Marrett Jr. startete seine Schauspielkarriere auf der Bühne. Frühe Theaterstücke, in denen er mitwirkte, waren Chariots of Fire am Hamstead Theater, Macbeth für das Sam Wanamaker Festival am Globe Theatre, Arthur Millers All my sons für die Talawa Theatre Company und Octagon am Arcola Theater. Der englische Darsteller hatte einen weiteren Auftritt in Arthur Schnitzlers La Ronde am Bunker Theatre. Seine vorläufig letzten beiden Bühnenrollen waren 2022 Gilbert in Andrea Levys Small Island am National Theatre in seiner Heimatstadt und Booster in Jitney am Leeds Playhouse.

## Filmografie (Auswahl)

### Filme
- 2009: The Academy Part 2:First Impressions
- 2011: Stolen
- 2012: My Brother the Devil
- 2012: The Academy:Special
- 2018: Postcards from London (Drama)
- 2018: Final Score (Thriller)
- 2021: Newlands (Kurzfilm) als Executive Producer und Regisseur
- 2022: The Batman (Comicfilm)
- 2022: My name is Leon (Fernsehfilm)

### Serien
- 2011 und 2015: Doctors (2 Folgen)
- 2014: 24: Live another day (Miniserie, 2 Folgen)
- 2015–2019: Gerichtsmediziner Dr. Leo Dalton (4 Folgen)
- 2017: Call the Midwife – Ruf des Lebens (1 Folge)
- 2017: Berlin Station (1 Folge)
- 2018: Humans (1 Folge)
- 2018: Holby City (2 Folgen)
- 2019: Death in Paradise (Fernsehserie, Staffel 8, 6 Folgen)
- 2021: I am (1 Folge)
- 2022: Sandman (1 Folge)

## Theaterstücke (Auswahl)
- Chariots of Fire
- Macbeth
- All my sons
- Octagon
- La Ronde
- Small Island
- Jitney